# Roma Maxima 2013
La 74e édition de la Roma Maxima a eu le 3 mars 2013, au Latium, avec un parcours tracé autour de Rome sur 180 km. La course est remise au gout du jour en 2013 après 4 saisons d'interruption et fait partie du calendrier UCI Europe Tour 2013 en catégorie 1.1.

## Présentation

### Équipes
Classée en catégorie 1.1 de l'UCI Europe Tour, la Roma Maxima est par conséquent ouverte aux UCI ProTeams dans la limite de 50 % des équipes participantes, aux équipes continentales professionnelles, aux équipes continentales et à des équipes nationales.
16 équipes participent à cette Roma Maxima - 9 ProTeams et 7 équipes continentales professionnelles :
| Nom de l'équipe  | Pays       | Code |
| ---------------- | ---------- | ---- |
| AG2R La Mondiale | France     | ALM  |
| Argos-Shimano    | Pays-Bas   | ARG  |
| Astana           | Kazakhstan | AST  |
| BMC Racing       | États-Unis | BMC  |
| Cannondale       | Italie     | CAN  |
| Katusha          | Russie     | KAT  |
| Lampre-Merida    | Italie     | LAM  |
| Movistar         | Espagne    | MOV  |
| Vacansoleil-DCM  | Pays-Bas   | VCD  |

| Nom de l'équipe              | Pays     | Code |
| ---------------------------- | -------- | ---- |
| Androni Giocattoli-Venezuela | Italie   | AND  |
| Bardiani Valvole-CSF Inox    | Italie   | BAR  |
| Caja Rural                   | Espagne  | CRJ  |
| Colombia                     | Colombie | COL  |
| Crelan-Euphony               | Belgique | CRE  |
| IAM                          | Suisse   | IAM  |
| Vini Fantini-Selle Italia    | Italie   | VIN  |

## Classement final
|    | Coureur            | Pays        | Équipe                    |    | Temps           |
| -- | ------------------ | ----------- | ------------------------- | -- | --------------- |
| 1  | Blel Kadri         | France      | AG2R La Mondiale          | en | 4 h 26 min 27 s |
| 2  | Filippo Pozzato    | Italie      | Lampre-Merida             | +  | 37 s            |
| 3  | Grega Bole         | Slovénie    | Vacansoleil-DCM           |    | 37 s            |
| 4  | Enrico Barbin      | Italie      | Bardiani Valvole-CSF Inox |    | 37 s            |
| 5  | Simone Ponzi       | Italie      | Astana                    |    | 37 s            |
| 6  | Leonardo Duque     | Colombie    | Colombia                  |    | 37 s            |
| 7  | Giovanni Visconti  | Italie      | Movistar                  |    | 37 s            |
| 8  | Simon Geschke      | Allemagne   | Argos-Shimano             |    | 37 s            |
| 9  | Sergueï Lagoutine  | Ouzbékistan | Vacansoleil-DCM           |    | 37 s            |
| 10 | Sergey Chernetskiy | Russie      | Katusha                   |    | 37 s            |

## Liste des participants
| Légende | Légende                                                      | Légende | Légende                                          |
| ------- | ------------------------------------------------------------ | ------- | ------------------------------------------------ |
| Num     | Dossard de départ porté par le coureur sur cette Roma Maxima | Pos     | Position à l'arrivée de la course                |
| NP      | Indique un coureur qui n'a pas pris le départ de la course   | AB      | Indique un coureur qui n'a pas terminé la course |
| HD      | Indique un coureur qui a terminé la course hors des délais   |         |                                                  |

| AG2R La Mondiale ALM | AG2R La Mondiale ALM     | AG2R La Mondiale ALM |
| -------------------- | ------------------------ | -------------------- |
| Num                  | Coureur                  | Pos                  |
| 1                    | Manuel Belletti (ITA)    |                      |
| 2                    | Blel Kadri (FRA)         | 1er                  |
| 3                    | Mikaël Cherel (FRA)      |                      |
| 4                    | John Gadret (FRA)        |                      |
| 5                    | Ben Gastauer (LUX)       |                      |
| 6                    | Sylvain Georges (FRA)    |                      |
| 7                    | Matteo Montaguti (ITA)   |                      |
| 8                    | Domenico Pozzovivo (ITA) |                      |

| Androni Giocattoli-Venezuela AND | Androni Giocattoli-Venezuela AND | Androni Giocattoli-Venezuela AND |
| -------------------------------- | -------------------------------- | -------------------------------- |
| Num                              | Coureur                          | Pos                              |
| 11                               | Fabio Felline (ITA)              |                                  |
| 12                               | Emanuele Sella (ITA)             |                                  |
| 13                               | Mattia Gavazzi (ITA)             |                                  |
| 14                               | Riccardo Chiarini (ITA)          |                                  |
| 15                               | Giairo Ermeti (ITA)              |                                  |
| 16                               | Marco Frapporti (ITA)            |                                  |
| 17                               | Francesco Reda (ITA)             |                                  |
| 18                               | Miguel Ángel Rubiano (COL)       |                                  |

| Astana AST | Astana AST               | Astana AST |
| ---------- | ------------------------ | ---------- |
| Num        | Coureur                  | Pos        |
| 21         | Vincenzo Nibali (ITA)    |            |
| 22         | Fredrik Kessiakoff (SWE) |            |
| 23         | Valerio Agnoli (ITA)     |            |
| 24         | Dmitriy Gruzdev (KAZ)    |            |
| 25         | Tanel Kangert (EST)      |            |
| 26         | Simone Ponzi (ITA)       |            |
| 27         | Fabio Aru (ITA)          |            |
| 28         | Alessandro Vanotti (ITA) |            |

| Bardiani Valvole-CSF Inox BAR | Bardiani Valvole-CSF Inox BAR    | Bardiani Valvole-CSF Inox BAR |
| ----------------------------- | -------------------------------- | ----------------------------- |
| Num                           | Coureur                          | Pos                           |
| 31                            | Sacha Modolo (ITA)               |                               |
| 32                            | Enrico Battaglin (ITA)           |                               |
| 33                            | Stefano Pirazzi (ITA)            |                               |
| 34                            | Angelo Pagani (ITA)              |                               |
| 35                            | Donato De Ieso (ITA)             |                               |
| 36                            | Edoardo Zardini (ITA)            |                               |
| 37                            | Enrico Barbin (ITA)              |                               |
| 38                            | Francesco Manuel Bongiorno (ITA) |                               |

| BMC Racing BMC | BMC Racing BMC          | BMC Racing BMC |
| -------------- | ----------------------- | -------------- |
| Num            | Coureur                 | Pos            |
| 41             | Adam Blythe (GBR)       |                |
| 42             | Steve Cummings (GBR)    |                |
| 43             | Yannick Eijssen (BEL)   |                |
| 44             | Martin Kohler (SUI)     |                |
| 45             | Sebastian Lander (DEN)  |                |
| 46             | Klaas Lodewyck (BEL)    |                |
| 47             | Lawrence Warbasse (USA) |                |

| Caja Rural CJR | Caja Rural CJR         | Caja Rural CJR |
| -------------- | ---------------------- | -------------- |
| Num            | Coureur                | Pos            |
| 51             | Francesco Lasca (ITA)  |                |
| 52             | André Cardoso (POR)    |                |
| 53             | Amets Txurruka (ESP)   |                |
| 54             | Francisco Moreno (ESP) |                |
| 55             | Iván Velasco (ESP)     |                |
| 56             | Omar Fraile (ESP)      |                |
| 57             | Javier Aramendia (ESP) |                |
| 58             | Danail Petrov (BUL)    |                |

| Cannondale CAN | Cannondale CAN         | Cannondale CAN |
| -------------- | ---------------------- | -------------- |
| Num            | Coureur                | Pos            |
| 61             | Stefano Agostini (ITA) |                |
| 62             | Federico Canuti (ITA)  |                |
| 63             | Damiano Caruso (ITA)   |                |
| 64             | Cameron Wurf (AUS)     |                |
| 65             | Michel Koch (GER)      |                |
| 66             | Alan Marangoni (ITA)   |                |
| 67             | Nariyuki Masuda (JPN)  |                |
| 68             | Juraj Sagan (SVK)      |                |

| Colombia COL | Colombia COL            | Colombia COL |
| ------------ | ----------------------- | ------------ |
| Num          | Coureur                 | Pos          |
| 71           | Darwin Atapuma (COL)    |              |
| 72           | Leonardo Duque (COL)    |              |
| 73           | Fabio Duarte (COL)      |              |
| 74           | Carlos Quintero (COL)   |              |
| 75           | Dalivier Ospina (COL)   |              |
| 76           | Jarlinson Pantano (COL) |              |
| 77           | Michael Rodríguez (COL) |              |
| 78           | Jeffry Romero (COL)     |              |

| Crelan-Euphony CRE | Crelan-Euphony CRE        | Crelan-Euphony CRE |
| ------------------ | ------------------------- | ------------------ |
| Num                | Coureur                   | Pos                |
| 81                 | Joeri Bueken (BEL)        |                    |
| 82                 | Sébastien Delfosse (BEL)  |                    |
| 83                 | Gilles Devillers (BEL)    |                    |
| 84                 | Reinier Honig (NED)       |                    |
| 85                 | Baptiste Planckaert (BEL) |                    |
| 86                 | Christophe Prémont (BEL)  |                    |
| 87                 | Stijn Steels (BEL)        |                    |
| 68                 | Klaas Sys (BEL)           |                    |

| IAM | IAM                         | IAM |
| --- | --------------------------- | --- |
| Num | Coureur                     | Pos |
| 91  | Marcel Aregger (AUT)        |     |
| 92  | Rémi Cusin (FRA)            |     |
| 93  | Matthias Brändle (AUT)      |     |
| 94  | Jonathan Fumeaux (SUI)      |     |
| 95  | Alexandr Pliuschin (MDA)    |     |
| 96  | Sébastien Reichenbach (SUI) |     |
| 97  | Patrick Schelling (SUI)     |     |
| 98  | Marcel Wyss (SUI)           |     |

| Katusha KAT | Katusha KAT              | Katusha KAT |
| ----------- | ------------------------ | ----------- |
| Num         | Coureur                  | Pos         |
| 101         | Maxim Belkov (RUS)       |             |
| 102         | Pavel Brutt (RUS)        |             |
| 103         | Giampaolo Caruso (ITA)   |             |
| 104         | Sergey Chernetskiy (RUS) |             |
| 105         | Vladimir Gusev (RUS)     |             |
| 106         | Vladimir Isaychev (RUS)  |             |
| 107         | Dmitry Kozontchuk (RUS)  |             |
| 108         | Ángel Vicioso (ESP)      |             |

| Lampre-Merida LAM | Lampre-Merida LAM         | Lampre-Merida LAM |
| ----------------- | ------------------------- | ----------------- |
| Num               | Coureur                   | Pos               |
| 111               | Davide Cimolai (ITA)      |                   |
| 112               | Massimo Graziato (ITA)    |                   |
| 113               | Damiano Cunego (ITA)      |                   |
| 114               | Przemysław Niemiec (POL)  |                   |
| 115               | Daniele Pietropolli (ITA) |                   |
| 117               | Simone Stortoni (ITA)     |                   |
| 118               | Luca Wackermann (ITA)     |                   |

| Movistar MOV | Movistar MOV             | Movistar MOV |
| ------------ | ------------------------ | ------------ |
| Num          | Coureur                  | Pos          |
| 121          | Eros Capecchi (ITA)      |              |
| 122          | Alex Dowsett (GBR)       |              |
| 123          | Ángel Madrazo (ESP)      |              |
| 124          | Enrique Sanz (ESP)       |              |
| 125          | Pablo Lastras (ESP)      |              |
| 126          | Alejandro Valverde (ESP) |              |
| 127          | Francisco Ventoso (ESP)  |              |
| 128          | Giovanni Visconti (ITA)  |              |

| Argos-Shimano ARG | Argos-Shimano ARG         | Argos-Shimano ARG |
| ----------------- | ------------------------- | ----------------- |
| Num               | Coureur                   | Pos               |
| 131               | Thomas Damuseau (FRA)     |                   |
| 132               | Johannes Fröhlinger (GER) |                   |
| 133               | Simon Geschke (GER)       |                   |
| 134               | Luka Mezgec (SLO)         |                   |
| 135               | François Parisien (CAN)   |                   |
| 136               | Thomas Peterson (USA)     |                   |
| 137               | Ramon Sinkeldam (NED)     |                   |
| 138               | Albert Timmer (NED)       |                   |

| Vacansoleil-DCM VCD | Vacansoleil-DCM VCD       | Vacansoleil-DCM VCD |
| ------------------- | ------------------------- | ------------------- |
| Num                 | Coureur                   | Pos                 |
| 141                 | Juan Antonio Flecha (ESP) |                     |
| 142                 | Grega Bole (SLO)          |                     |
| 143                 | Wesley Kreder (NED)       |                     |
| 144                 | Sergueï Lagoutine (UZB)   |                     |
| 145                 | Pim Ligthart (NED)        |                     |
| 146                 | Tomasz Marczyński (POL)   |                     |
| 147                 | Rob Ruijgh (NED)          |                     |
| 148                 | Mirko Selvaggi (ITA)      |                     |

| Vini Fantini-Selle Italia VIN | Vini Fantini-Selle Italia VIN | Vini Fantini-Selle Italia VIN |
| ----------------------------- | ----------------------------- | ----------------------------- |
| Num                           | Coureur                       | Pos                           |
| 151                           | Francesco Failli (ITA)        |                               |
| 152                           | Mauro Finetto (ITA)           |                               |
| 153                           | Stefano Garzelli (ITA)        |                               |
| 154                           | Matteo Rabottini (ITA)        |                               |
| 155                           | Alessandro Proni (ITA)        |                               |
| 156                           | Oscar Gatto (ITA)             |                               |
| 157                           | Mauro Santambrogio (ITA)      | AB                            |
| 158                           | Fabio Taborre (ITA)           |                               |